# Tachytrechus alternatus
Tachytrechus alternatus är en tvåvingeart som beskrevs av Charles Howard Curran 1924. Tachytrechus alternatus ingår i släktet Tachytrechus och familjen styltflugor. Inga underarter finns listade i Catalogue of Life.